# Julodis euphratica
Julodis euphratica es una especie de escarabajo del género Julodis, familia Buprestidae. Fue descrita científicamente por Laporte & Gory en 1835.
También conocido como el escarabajo joya sulfuroso o el escarabajo joya eufrático. Mide de 29 a 31 mm. Su cuerpo verde brillante está adornado con manchas de color amarillo brillante. Se alimenta del néctar de las flores silvestres. Las larvas de estos escarabajos viven en árboles de acacia, donde pasan el año antes de pupar y emerger a principios de la primavera para aparearse. La etapa larvaria dura unos 9 meses y los adultos viven 3 meses. La vida útil total del escarabajo desde el huevo hasta la adultez y la muerte es de aproximadamente un año.